# Atleta di Taranto
L'Atleta di Taranto è il soprannome dato ad un uomo vissuto nella città magnogreca di Taranto, presumibilmente nel V secolo a.C., campione di molti Giochi panatenaici nella specialità del Pentathlon.

## Descrizione
L'uomo, a tutti noto semplicemente come “Atleta di Taranto”, la cui identità è tuttora un mistero, rappresenta l’unico atleta del mondo greco con la sepoltura interamente recuperata, pertanto le sue spoglia rappresentano un cimelio dal valore inestimabile. Probabilmente vissuto tra il 500 e il 480 a.C., l'atleta è stato ritrovato con un Alàbastron (un vasetto portaunguenti usato dagli atleti) nella mano sinistra, e ai vertici della tomba sono state rinvenuti i frammenti di quattro anfore, di cui tre ricomponibili, che simboleggiavano le sue quattro grandi vittorie. Dopo un accurato restauro, si è giunti a conclusione che l’atleta di Taranto doveva aver partecipato alle durissime prove del "Pentathlon" che comprendeva 5 discipline distinte: salto in lungo, lancio del disco, lancio del giavellotto, lotta, corsa. In effetti, la struttura ossea e lo sviluppo muscolare dell’atleta di Taranto si adattavano perfettamente al lancio del disco, senza dubbio la sua principale attività.
È il suo prestigio a giustificare una sepoltura così solenne, una sepoltura monumentale che lascia intendere che egli fosse molto più di un campione: un uomo capace di competere con successo nelle arene di Atene, e perciò onorato come un Dio. Difatti nell'antica Grecia la devozione religiosa veniva espressa attraverso il duro allenamento e il perfezionamento della forma fisica e una vita interamente dedicata allo sport, fatta di sforzi, sudore e disciplina, era il sacrificio più grande che si potesse rendere alle divinità.
A partire dal 2009 vi è l'attribuzione del "Premio Atleta di Taranto", un riconoscimento agli sportivi pugliesi che si sono distinti nelle proprie discipline.

## Storia

### La scoperta
Le notizie su quest'uomo sono poche e confuse, ma la storia di questo campione comincia a costruirsi il 9 dicembre 1959, data in cui a Taranto, all'altezza del civico 9 di via Genova, in occasione della costruzione delle fondamenta di un edificio, fu rinvenuta una tomba gloriosa e pluridecorata, nella quale l'uomo veniva indicato come una vera leggenda dell'epoca per aver vinto quattro Giochi panatenaici in una delle specialità più difficili e poliedriche, il pentathlon.

### L'atleta
All’interno del feretro giace il suo scheletro ben conservato, al punto che un noto antropologo specialista in ritrovamenti dell’antichità, Gaspare Baggieri, è riuscito a ricostruire la vita dell'Atleta di Taranto fornendo una sua dettagliata descrizione; dalla struttura ossea, perfettamente intatta al suo ritrovamento, è stato possibile risalire alla sua dieta alimentare, alla sua età e allo stile della sua acconciatura.
Si trattava di un uomo sui 30 anni e di corporatura robusta, alto circa 170 cm (una statura eccezionale per quell'epoca), per un peso di 77 kg. Evidenti erano anche i segni della sua potenza nel lancio del disco, nel salto in lungo, nel lancio del giavellotto, nella corsa e nella lotta, le discipline sportive tipiche del Pentathlon. I suoi capelli erano ricci e scuri come i suoi occhi. Si trattava dunque di un uomo più alto della media dell’epoca, dalla corporatura forte e massiccia, con larghe spalle, potenti muscoli dorsali e delle braccia e gambe forti ed esplosive. Lo sviluppo della parte inferiore della gamba (stinchi grandi, solidi e robusti) suggerisce inoltre che fosse molto abile nel salto in lungo. Attraverso una simulazione, è stato addirittura possibile ricostruire quanto riuscisse a saltare l’atleta di Taranto, ovvero fino a "3 metri".
Si trattava di una persona molto attenta alla forma fisica e il suo regime alimentare e d’allenamento era estremamente rigoroso. La sua dieta era costituita principalmente da cereali e frutta, ricchi di carboidrati, come erano anche soliti usare i suoi colleghi, ma che lui accompagnava ad una buona dose di fonti proteiche, come il pesce azzurro di piccola taglia quali acciughe, sarde, sgombri, crostacei ed ostriche, talvolta anche carne. Verdure e cereali costituivano il principale alimento dei nostri antenati che, a lungo andare, potevano provocare il deterioramento dei denti, mentre il nostro atleta presenta invece una perfetta dentatura, chiaro indice del suo perfetto stato di salute.
Le ipotesi sulla morte dell'atleta sono principalmente due. In primis, in base all’esame delle ossa, sembra che i duri allenamenti e l’eccessivo sforzo fisico condussero l'Atleta di Taranto allo stremo delle forze e alla formazione dell’artrite poiché fra le giunture della scapola sono stati rilevati i segni di un prematuro deterioramento. Per tali motivo fu costretto a ritirarsi, per poi spegnersi in giovane età, fra i 27 e i 35 anni, pagando a duro prezzo il successo conquistato. La seconda ipotizza un possibile avvelenamento tramite arsenico, quando l'atleta aveva circa 27 anni, assassinato probabilmente per interesse sportivo.

### La tomba
Alla sua morte, quando "la sua bell'anima salì all'Olimpo", egli fu adagiato in un sarcofago monumentale, seppellendolo come lui desiderava con le sue quattro anfore panatenaiche, raffiguranti ognuna le sue precedenti gloriose vittorie. Al ritrovamento della tomba furono rinvenuti i frammenti di queste quattro grandi anfore a figure nere, tre delle quali ricomponibili, mentre la quarta è andata quasi interamente perduta.
Le 4 anfore poste agli angoli del feretro appartengono a una particolare tipologia di anfora, le anfore panatenaiche, prodotte dalla metà del VI sec. a.C. Queste venivano usate per premiare i vincitori in occasione delle Grandi Panatenee, l’equivalente delle attuali medaglie d’oro, ed erano realizzate su commissione e decorate finemente (riproducono le scene delle competizioni per cui venivano date in premio). Su di essere è raffigurata la dea armata nelle vesti di Promachos (combattente), tra due colonne fiancheggiate da un’iscrizione greca che ne indica l’appartenenza ai “giochi di Atene”. Esse venivano date in premio ai vincitori delle Grandi Panatenee assieme ad altre anfore non decorate, piene di olio degli uliveti consacrati alla dea Atena. Ogni atleta poteva ricevere fino a 100 anfore.
Ora la sua tomba troneggia in una sala (Sala VII) del Museo nazionale archeologico di Taranto, museo che espone una delle più grandi collezioni di manufatti risalenti all'epoca della Magna Grecia. Nell'agosto 2008, l'Atleta di Taranto è stato esposto a Pechino durante i Giochi della XXIX Olimpiade.